# Magdalene Sibylle de Holstein-Gottorp
Magdalene Sibylle de Holstein-Gottorp (1631 – 1719) a fost ducesă de Hostein-Gottorp prin naștere și ducesă de Mecklenburg-Güstrow prin căsătorie. Din 1654 până în 1695 ea a fost soția ducelui  Gustav Adolf de Mecklenburg-Güstrow.

## Biografie
Magdalene Sybille a fost a doua fiică a Ducelui Frederic al III-lea de Holstein-Gottorp (1597-1659) și soția acestuia, Ducesa Marie Elisabeth de Saxonia (1610-1684). La 28 decembrie 1654 s-a căsătorit cu Gustav Adolf, Duce de Mecklenburg-Güstrow. După decesul soțului ei (1695), ea a rămas văduvă timp de 26 de ani. A avut o mică curte la Güstrow. După ce linia  Mecklenburg-Güstrow s-a stins, curtea de la Güstrow și-a pierdut gloria și însemnătatea.

### Copii
Magdalene Sybille și Gustav Adolf au avut 11 copii însă nici un copil de sex masculin nu a atins vârsta adultă:
- Johann, Prinț Ereditar de Mecklenburg-Güstrow (2 decembrie 1655 – 6 februarie 1660).
- Eleonore (1 iunie 1657 – 24 februarie 1672).
- Marie (19 iunie 1659 – 6 ianuarie 1701), căsătorită la 23 septembrie 1684 cu Ducele Adolphus Frederic al II-lea, Duce de Mecklenburg-Strelitz.
- Magdalene (5 iulie 1660 – 19 februarie 1702).
- Sophie (21 iunie 1662 – 1 iunie 1738), căsătorită la 6 decembrie 1700 cu Ducele Christian Ulrich I de Württemberg-Oels.
- Christine (14 august 1663 – 3 august 1749), căsătorită la 4 mai 1683 cu Louis Christian, Conte de Stolberg-Gedern.
- Karl, Prinț Ereditar de Mecklenburg-Güstrow (18 noiembrie 1664 – 15 martie 1688), căsătorit la 10 august 1687 cu Marie Amalie de Brandenburg, o fiică a Electorului Frederic Wilhelm.
- Hedwig (12 ianuarie 1666 – 9 august 1735), căsătorită la 1 decembrie 1686 cu Ducele Augus] de Saxe-Merseburg-Zörbig.
- Louise (28 august 1667 – 15 martie 1721), căsătorită la 5 decembrie 1696 cu regele Frederic al IV-lea al Danemarcei.
- Elisabeth (3 septembrie 1668 – 25 august 1738), căsătorită la 29 martie 1692 cu Ducele Heinrich de Saxa-Merseburg-Spremberg.
- Augusta (27 decembrie 1674 – 19 mai 1756).